# Ala’ Khalifah
Ala’ Khalifah (* 11. Oktober 1991) ist eine ehemalige jordanische Leichtathletin, die sich auf den Hindernislauf spezialisiert hat.

## Sportliche Laufbahn
Erste Erfahrungen bei internationalen Meisterschaften sammelte Ala’ Khalifah vermutlich bei den Crosslauf-Weltmeisterschaften 2008 in Edinburgh, bei denen sie nach 24:21 min auf den 63. Platz im U20-Rennen gelangte. Im Jahr darauf erreichte sie bei den Crosslauf-Weltmeisterschaften 2009 in Amman nach 24:32 min Rang 85 im U20-Rennen und im November belegte sie bei den Asienmeisterschaften in Guangzhou in 11:30,77 min den sechsten Platz über 3000 m Hindernis. 2010 wurde sie bei den Crosslauf-Weltmeisterschaften in Bydgoszcz nach 23:20 min 90. im U20-Rennen und anschließend gewann sie bei den Arabischen Juniorenmeisterschaften in Kairo in 11:25,85 min die Bronzemedaille im Hindernislauf. 2011 bestritt sie ihren letzten offiziellen Wettkampf und beendete daraufhin ihre aktive sportliche Karriere im Alter von nur 19 Jahren.
2011 wurde Khalifah jordanische Meisterin im 3000-Meter-Hindernislauf.

## Persönliche Bestleistungen
- 3000 m Hindernis: 11:15,97 min, 19. März 2010 in Irbid (jordanischer Rekord)